# South Park: The Stick of Truth
South Park: The Stick of Truth (укр. Південний Парк: Дрючок Істини) — рольова відеогра 2014 року, розроблена Obsidian Entertainment у співпраці із South Park Digital Studios та видана Ubisoft. Заснована на американському анімаційному телевізійному серіалі Південний парк, головним героєм є Новий Хлопчик/Новачок/Новенький (The New Kid), який переїхав до однойменного містечка та бере участь у епічній рольовій фантастичній війні за участю людей, чарівників та ельфів, які борються за контроль над всесильним Дрючком Істини. Їхня гра швидко виходить з-під контролю та втягує їх у конфлікт з прибульцями, нацистськими зомбі та гномами, загрожуючи всьому місту знищенням.
Гра ведеться з перспективи 2,5D, від третьої особи, що повторює естетику телевізійного серіалу. Новенький може вільно досліджувати місто Південний Парк, взаємодіючи з персонажами та виконуючи квести, а також отримуючи доступ до нових районів, просуваючись по головній історії. У грі можна обрати одного з чотирьох архетипів персонажа — Воїна, Злодія, Мага та Єврея, кожен із яких має певні здібності. Новенький та персонажі, що допомагають йому, використовують різноманітні атаки ближнього бою, дальні атаки та магічне пердіння для боротьби зі своїми ворогами.
Розробка розпочалася в 2009-му, коли Трей Паркер та Метт Стоун, творці «Південного Парку», звернулися до Obsidian Entertainment з приводу створення рольової гри, яка б виглядала так само, як і телевізійний серіал. Паркер і Стоун були задіяні протягом усього виробництва гри: вони писали сценарій, були консультантами щодо дизайну і, як і в телевізійному шоу, озвучували багатьох персонажів. Виробництво South Park: The Stick of Truth було бурхливим, після банкрутства оригінального видавця THQ права на гру були придбані Ubisoft на початку 2013 року, а дата випуску гри кілька разів переносилася — з початкової дати в березні 2013 року до остаточного випуску в березні 2014 року для Microsoft Windows, PlayStation 3 та Xbox 360.
У деяких регіонах світу через свій зміст (що включає аборти та нацистські зображення) South Park: The Stick of Truth потрапила під цензуру. Паркер і Стоун замінили вирізані сцени на детальні словесні пояснення того, що відбувається на екрані. Гра отримала позитивні відгуки, які високо оцінили комедійний сценарій, візуальний стиль та вірність вихідному матеріалу. Проте гра також отримала критику за відсутність складних боїв та деякі технічні моменти, які уповільнювали або заважали прогресу. Продовження South Park: The Fractured but Whole було випущено в жовтні 2017 року, а The Stick of Truth — перевидано в лютому 2018 року для PlayStation 4 та Xbox One та на Nintendo Switch у вересні 2018 року.

## Ігровий процес
South Park: The Stick of Truth — це рольова відеогра у 2,5D-перспективі, що ведеться від третьої особи. Гравець керує Новеньким, який досліджує вигадане місто в штаті Колорадо — Південного Парку. Гравець може вільно пересуватися містом, хоча деякі райони залишаються недоступними, поки не будуть досягнуті певні моменти в сюжеті. Помітні персонажі із серії — зокрема Картмен, Баттерс, Стен та Кайл — приєднуються до групи Новенького та супроводжують його під час квестів, хоча тільки один персонаж може бути активним в будь-який момент. У грі є система швидких подорожей, яка дозволяє гравцеві покликати персонажа Тіммі, щоб швидко перенестись на будь-яку іншу відвідану станцію швидкого подорожі. На початку гри гравець вибирає один із чотирьох архетипів персонажа: воїн, злодій, маг (які представляють стандартні класи фентезі) та єврей. Клас євреїв спеціалізується на «єврейському джитсу» та атаках на великій відстані. Кожен клас має конкретні здібності; броня та зброя не обмежуються класом, що дозволяє магу так само використовувати атаки ближнього бою, як і воїну.
Новенький та його союзники мають безліч рукопашних, дальніх та магічних атак. Очки досвіду, що гравець отримує за виконання завдань і перемогу в битвах, дозволяють Новенькому підвищувати рівень, розблоковуючи нові здібності та вдосконалення, такі як збільшення кількості ворогів, яких атакує персонаж, або кількість завданої шкоди. Магія представлена здатністю персонажів пердіти; різні пердіння використовуються для виконання конкретних завдань. Наприклад, «Чашка-Заклинання» (Cup-A-Spell) дозволяє гравцеві кидати пердець для взаємодії з далеким об'єктом, «Нагасакі» (Nagasaki) руйнує перешкоди, а «Підлий Пискун» (Sneaky Squeaker) може створювати звук, який відволікає увагу ворога. Звичайні атаки можна посилити пуканням, якщо у гравця достатньо магічної енергії (мани).

«Новенький» (вгорі ліворуч) та його союзник Картмен (внизу ліворуч) б'ються з нацистськими зомбі (праворуч). Радіальна система меню пропонує безліч тактичних рішень, таких як основні атаки, спеціальні здібності, предмети підтримки та можливість викликати могутніх союзників.

У гравця є доступ до різних здібностей, що можна розблокувати та які можуть відкрити нові шляхи дослідження, наприклад, доступ до невеликих закритих ділянок. Такі здібності, як зменшення для потрапляння у вентиляцію, телепортація, що допомагає дістатися недосяжних платформ, і пукань, які в поєднанні з відкритим полум'ям спричиняють вибухи, що вбивають ворогів поблизу. Дії, вчинені проти ворогів поза боєм, впливають на них у бою, гравець або супротивник, який першим завдає удару, щоб викликати бій, буде першим ходити у бою. Битви відбуваються в зоні бою, окремо від відкритого ігрового світу. У боях використовується покроковий ігровий процес, і кожен персонаж по черзі атакує або захищається, перш ніж передати хід наступному персонажеві.
Під час ходу гравця з'являється радіальне колесо зі списком доступних опцій класу — стандартних атак ближнього бою, спеціальних атаки, атак дальнього бою, а також предметів підтримки. Стандартні атаки використовуються для враження неброньованих ворогів і зношування щитів, важкі атаки послаблюють броньованих ворогів. Блимаюча іконка вказує на те, що атаки або блоки можна посилити, щоб завдати більше шкоди або пом'якшити вхідні атаки. Активація кожної спеціальної атаки коштує встановлену кількість «Power Points» або «PP» (вимовляється як «пі-пі» — гра слів на асоціації зі звуком сечі). Тільки один учасник паті/групи може приєднатися до гравця в бою, але їх можна змінювати по ходу битви. Деякі персонажі, такі як Туонг Лу Кім, Містер Хенкі, Ісус та містер Слейв (містер Раб), можуть бути викликані під час бою, щоб здійснити потужну атаку, здатну одночасно перемогти кількох або всіх ворогів; Ісус влаштовує стрілянину з автомата, тоді як Містер Слейв стискає в пряму кишку ворога, відлякуючи його союзників.
На кожному ході можна використовувати один предмет підтримки, включаючи предмети, що відновлюють здоров'я, знімають дебафи або надають корисні ефекти, що покращують здібності персонажа. Зброю та броню можна покращити, використовуючи додаткові «ремінці» («strap-ons»), такі як підроблені вампірські зуби, жувальна гумка або кіготь Жидокабри/Євреєкабри (англ. Jewpacabra). Ці предмети можуть спричинити кровотечу та втрату здоров'я у ворогів, послабити ворожу броню, зміцнити здоров'я гравців, вкрасти здоров'я у супротивників, або зробити їм «огидно» («grossed out») та змусити їх блювати. Крім того, «ремінці» можуть підпалити опонентів, вразити їх електричним струмом або заморозити. Деякі вороги застраховані від одного або декількох з цих ефектів. Вороги можуть повністю відбивати певні атаки; ті, хто перебуває у стійкій / парувальній позиції (riposte stance), відхилятимуть будь-яку атаки ближнього бою, вимагаючи застосування зброї дальніх ударів, тоді як ті, хто перебуває у відбиваючій позиції (reflect stance), будуть відбивати дальні атаки.
Гравця заохочують ширше досліджувати ігровий світ, щоб знайти іграшки Чінпокомон (пародія на Покемонів) або нових друзів, які будуть додаватися на сторінку персонажа у Facebook. Збір друзів дозволяє гравцеві розблоковувати бонуси, які постійно покращують статистику Новенького, надаючи додатковий шкоду або стійкість до негативних ефектів. Сторінка персонажа у Facebook також служить головним меню гри, що містить інвентар, журнал квестів тощо. У South Park: The Stick of Truth є кілька міні-ігор, наприклад, дефекація шляхом багаторазового натискання кнопки, яка винагороджує гравця фекаліями, які можна кидати у ворогів, щоб викликати ефект «огиди», а також проведення аборту й використання анального зонду. Деякі з цих сцен відсутні в деяких версіях гри через цензуру.

## Синопсис

### Сетинг
Дія сюжету South Park: The Stick of Truth відбувається у вигаданому містечку Південний Парк у Скелястих горах Колорадо. Головний герой, яким керує гравець, є Новенький (The New Kid), по прізвиську «Наволоч» («Douchebag»), яке він отримав від Картмена  —  мовчазний герой, який недавно переїхав в місто. Дружачи з місцевими хлопцями, він бере участь у епічній рольовій фентезі-грі, де чарівники та воїни борються за контроль над Дрючком Істини — гілочкою, що володіє безмежною силою.
Люди на чолі з королем-чарівником Картменом влаштовують свій будинок у Королівстві Купа-Кіп (ККК, гра слів на асоціації з Ку-клукс-кланом), імпровізованому таборі, побудованому на задньому дворі Картмена; серед їх числа паладин Баттерс, злодій Крейг, Клайд, Токен, Твік і Кенні, який одягається як принцеса (за сюжетом його називають принцеса Кенні). Суперниками людей є темні/нічні ельфи (drow elves), які живуть у ельфійському королівстві на задньому дворі свого лідера — Вищого Єврея-Ельфа Кайла; до них також належать воїн Стен і бард Джиммі. Хлопчики ведуть свою гру по всьому місту, навколишньому лісу і навіть до Канади (стилізована як пікселізована 16-бітна РПГ). Локації з шоу, такі як початкова школа Південного Парку (South Park Elementary), торговий центр Південного Парку (South Park Mall), кінотеатр Bijou, ресторан City Wok та кав'ярня Tweek Bros., представлені в грі.
У грі є такі персонажі «Південного Парку»: батько Стена Ренді Марш, шкільний вчитель містер Ґарісон, Ісус, шкільний психолог містер Мекі, колишній віце-президент Сполучених Штатів Ал Ґор, любитель садомазохізму містер Слейв, чутливий кал містер Хенкі, власник ресторану City Wok Туонг Лу Кім, дядько Стена Джимбо, мер Макденіелс, священник Максі, Скітер, канадські знаменитості Теренс і Філіп, Гноми-Крадії-Білизни, діти готи, руді діти, Люди-Краби, Різдвяні Тварини, місцеві хлопці Тіммі, Скотт Мелкінсон та Кевін Столі.

### Сюжет
Новенький переїжджає з батьками до Південного Парку, щоб втекти від забутого минулого. Він швидко поєднується з Баттерсом, принцесою Кенні та їхнім лідером Картменом. Новенький отримує прізвисько «Наволоч» («Douchebag»), коли проходить обряд представлення мріяному Дрючку Істини. Незабаром після цього ельфи нападають на Купа-Кіп і забирають Дрючок. Картмен виганяє Клайда з групи за невдачу в захисті Дрючка від ельфів. За допомогою найкращих воїнів Картмена Наволоч повертає Дрючок, забравши її у Джиммі. Уночі під час сну Новенького та кілька жителів міста викрадають прибульці. Герой рятується від ув'язнення за допомогою батька Стена, Ренді, і пошкоджує корабель інопланетян, що призводить до його падіння на торговий центр міста.
До ранку місце падіння НЛО було закрито урядом, який випустив обкладинку, яка стверджує, що будується новий Taco Bell. Новенький відвідує Купа-Кіп і дізнається, що Дрючок знову вкрали ельфи. Картмен і Кайл, кожен із яких стверджує, що інший вкрав чи сховав Дрючок, доручають Наволочі вербувати дітей готів для своїх сторін. Ренді погоджується допомогти Новенькому завербувати готів після того, як той проникне на місце катастрофи та з'ясує, що планують урядові агенти. Герой дізнається, що вони хочуть підірвати місто, щоб знищити іншопланетну рідину, що витекла з корабля та яка перетворює живих істот на нацистських зомбі; що мають вигляд Адольфа Гітлера. Уже раніше заражена рідиною людина з корабля рятується від урядових вартових, розносячи вірус по Південному Парку.
Уночі Картмен або Кайл (залежно від того, за яким персонажем вирішив слідувати гравець) веде свою сторону на битву проти іншої команди до школи. Тут діти дізнаються, що Клайд украв Дрючок, щоб помститися за своє вигнання. Клайд збирає перебіжчиків від людей та ельфів і використовує іншопланетянина, щоб створити армію нацистських зомбі. Люди та ельфи об'єднуються, щоб протистояти Клайду, але для боротьби їх занадто мало. Пізніше під час сну Новенького Гноми-Крадії-Білизни викрадають його труси; перемігши їх, Новенький отримує можливість змінювати розмір за бажанням.
Від розпачу хлопці Новенькому пропонують запросити дівчат пограти. Дівчата погоджуються приєднатися після того, як Наволоч проникає в клініку абортів і подорожує по Канаді, щоб виявити, хто з їхніх подруг поширює плітки. З'єднавшись з дівчатами, дитсадівцями-піратами та дітьми, які грають у рольову гру по «Зоряному Шляху», люди та ельфи атакують темну вежу Клайда. З'являється Ренді та розповідає, що урядові агенти заклали ядерний пристрій в задній прохід містера Слейва, щоб підірвати Південний Парк. Новенький змушений зменшитися та увійти потрапити до заднього проходу містера Слейва, щоб знешкодити бомбу. Вийшовши з містера Слейва, Наволоч нарешті стикається з Клайдом і змушений битися з нацистський зомбі Шефом, якого воскресив Клайд. Коли Шефа перемагають, Клайд вирішує, що більше не грає, і Картмен збиває його з вежі.
Прибувають урядові агенти, розповідаючи, що Новенький зі своєю сім'єю сховався від них, щоб його не використовували через його здатність швидко заводити друзів у соціальних мережах, таких як Facebook, які уряд хотів використати для своїх цілей. Дізнавшись про гадану силу Дрючка, головний агент бере її та починає торгуватися з Новеньким, щоб схилити того допомогти йому користуватися нею. Наволоч відмовляється, але принцеса Кенні зраджує хлопці, використовує Дрючок для боротьби з ними та заражає себе вірусом нацистських зомбі. Не маючи змоги перемогти нацистську зомбі-принцесу Кенні, Картмен наказує Наволоччі порушити їхнє священне правило (не пукати на чоловічу калитку), пукнувши на калитку Кенні, що він і робить. Створений вибух перемагає Кенні та виліковує місто від вірусу нацистських зомбі. В епілозі, коли Південний Парк відбудовується, хлопці (Новенький, Кайл, Картмен і Стен) обговорюють Дрючок Істини, вони вирішують, що її сила занадто велика, щоб будь-яка людина могла її контролювати, та кидають у ставок Старкс Понд (англ. Stark's Pond).

## Розробка

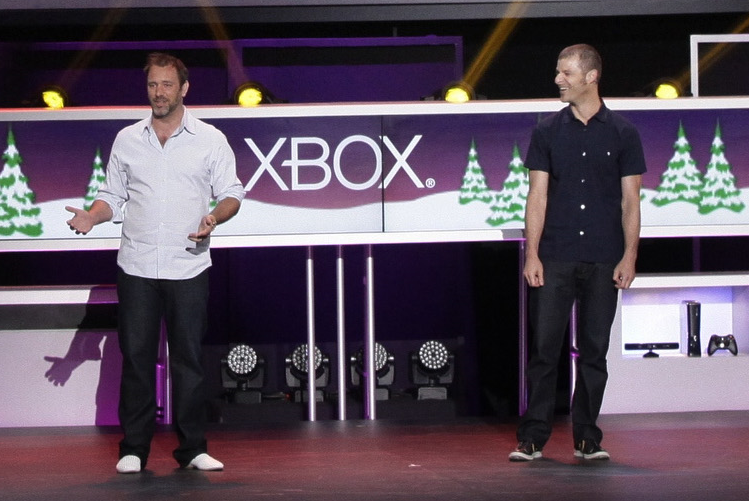
Творці Південного Парку Трей Паркер (ліворуч) та Метт Стоун (праворуч) обговорюють гру під час Electronic Entertainment Expo 2012. Пара брала безпосередню участь у розробці The Stick of Truth, щоб зберегти автентичність шоу.

Розробка South Park: The Stick of Truth зайняла чотири роки, починаючи з 2009 року, коли співтворці South Park Трей Паркер і Метт Стоун зв'язалися з Obsidian Entertainment, щоб обговорити своє бажання створити гру South Park. Паркер, шанувальник обсидіанових ігор, включаючи Fallout: New Vegas (2010), хотів створити рольову гру, жанр якої він і Стоун любили з дитинства. Паркер і Стоун наполягали на тому, що гра повинна відтворювати візуальний стиль шоу. Оригінальною концепцією гри, яку запропонував Паркер, була South Park-версія рольової фантастичної гри 2011 року The Elder Scrolls V: Skyrim, і він оцінив перший сценарій, який він створив, в 500 сторінок. Команда South Park Digital Studios анімувала концепцію початкової сцени гри, щоб показати, чого вони хочуть досягти з Obsidian Entertainment з точки зору зовнішності та механіки ігрового процесу.
Стоун і Паркер тісно співпрацювали з Obsidian Entertainment над проектом, іноді проводячи зустрічі по дві-три години протягом чотирьох днів поспіль. Їхня участь розширилась за межі творчого вкладу; їхня компанія спочатку фінансувала гру, вважаючи, що грі, заснована на суперечливому телевізійному шоу, буде важко отримати фінансову підтримку від видавців, не обмежуючи вміст, щоб зробити його більш товарним. Початкове фінансування мало на меті дозволити Obsidian розробити достатньо гри, щоб показати більш повну концепцію потенційним видавцям. У грудні 2011 року THQ оголосив, що вони співпрацюватимуть з Obsidian щодо South Park: The Game, як тоді вона називалася.
У березні 2012 року Microsoft скасувала майбутній проект Xbox One від Obsidian під кодовою назвою «Північна Кароліна» після семи місяців розробки, в результаті чого було звільнено від 20 до 30 працівників, включаючи членів команди The Stick of Truth. У травні 2012 року було оголошено остаточну назву гри. У грудні 2012 року THQ подала заяву про банкрутство, зазнавши декількох невдач у випуску продукції.
Права на «The Stick of Truth» були продані з аукціону наприкінці грудня 2012 року; Obsidian не повідомили про продаж, доки не було оголошено аукціон. Компанія South Park Digital Studios подала заперечення проти аукціону, зазначивши, що THQ не має повноважень продавати видавничі права та що THQ отримала виключне використання певних торгових марок та авторських прав South Park. South Park Digital також стверджували, що навіть якщо права будуть продані, THQ все одно заборгує їм 2.27 мільйоні доларів. THQ просили суд відмовити South Park Digital, заявивши, що їх права є виключними і, таким чином, такими, що передаються. 24 січня 2013 року суд з питань банкрутства США схвалив продаж активів THQ, включаючи The Stick of Truth.
Ubisoft придбали права на гру за 3.2 мільйони доларів. Студія вирішила, що гра вимагає значних змін, відсунувши дату її випуску на півроку, до березня 2014 року. Паркер і Стоун разом з консультантом від Ubisoft, зробили висновок, що їхнє початкове бачення потребує занадто багато часу і грошей для виробництва. В інтерв'ю 2014 року лідер Obsidian Entertainment Фергус Уркхарт заявив, що не може коментувати зміни, внесені за участі Ubisoft. Після випуску гра Стоун заявив, що робота над її створенням виявилася набагато більшою, ніж він і Паркер передбачали. Цитата: «Я [зізнаюся] у тому, що ми переробили деякі речі, які нам не подобались, і ми працювали над грою довше, ніж того б хотіли люди від нас».

### Дизайн
Трей Паркер, один з творців «South Park»

Під час ранніх обговорень з Obsidian Entertainment Паркер і Стоун мали категоричну думку щодо того, що гра повинна достовірно повторювати візуальний 2D-стиль зображення. Obsidian Entertainment надали концепції, показавши, що вони можуть досягти вигляду «Південного Парку». Шоу анімовано за допомогою Autodesk Maya, але Obsidian використали Adobe Flash. На гру дуже сильно вплинув Skyrim, а подальшим натхненням стала рольова гра EarthBound 1995 року. Паркер і Стоун сказали, що поєднані 2D/3D візуальні ефекти Paper Mario та мовчазний герой Лінк з серії The Legend of Zelda також були натхненням для дизайну. Костюми та класи персонажів взяті з епізоду «Південного Парку» 2002 року Повернення братства кільця до двох вех. Obsidian Entertainment створювали різні предмети у стилі фентезі, обладунки та зброю, але Паркер і Стоун наказали їм «зробити їх фіговіше», щоб створити враження, що діти самі знайшли або виготовили предмети; зброя складалася з ключок для гольфу, молотків, стріл з присосками та дерев'яних мечів, тоді як халати, рукавиці для духовки та рушники, що носилися як накидки, були одягом. Студія South Park надала Obsidian'у доступ до повного архіву мистецьких активів шоу, дозволяючи останнім включити раніше невикористані ідеї, такі як відкинутий проєкт Чінпокомонів. Актори озвучки надали свої голоси, а Obsidian було забезпечено доступ до аудіоресурсів South Park, включаючи звукові ефекти, музику, а також співпрацю з композитор шоу Джеймі Данлапом. Описуючи створення сценарію для гри, Стоун сказав:
Ми пишемо жарти, і жарти смішні. У грі, коли ти четвертий, п'ятий, шостий, восьмидесятий, стомільйонний раз чув цей жарт, він перестає бути смішним, тоді ти втрачаєш в нього віру, а потім ставиш під сумнів, і так по колу . . . Нам завжди більше подобалися «свіжоспечені» штуки, але у відеоіграх це так не працює. Але все одно гра — це не просто збірка кумедних сцен з «Південного Парку», ми сподіваємося, вона — більше, ніж це. 
Так само, як і в самому серіалі, The Stick of Truth висміює політичні та соціальні проблеми, включаючи аборти, расові проблеми, наркоманію, секс, насильство та бідність.
Під час розробки гра зазнала декількох змін. У той час як у фінальній версії гри представлено чотири типи персонажів, які можна відтворити (Воїн, Злодій, Маг та Єврей), у ранній версії було представлено п'ять класів: Паладін, Чарівник, Вигнанець, Авантюрист (Пройдисвіт) та Єврей. У гру входили інші вороги та локації, включаючи дітей-вампірів, з якими билися на кладовищі та в церкві, хіпі, а також місія відібрати ляльку Картмена в рудих дітей та бій проти великого літаючого монстра та знаменитість Періс Гілтон. Люди-Краби теж відігравали більшу роль, але у фінальній версії з'являється лише одна людина-краб.

## Випуск
South Park: The Stick of Truth вийшла у Північній Америці 4 березня 2014 року для консолей PlayStation 3 та Xbox 360, а також Windows, 6 березня гра вийшла в Австралії, а 7 березня в Європі.
Разом з версією гри для Steam, 13 липня 2016 року The Stick of Truth вийшла для PlayStation 4 та Xbox One. Версія Nintendo Switch була випущена 25 вересня 2018 р.
У листопаді та грудні 2013 року в серіалі «Південний Парк» вийшла трилогія епізодів «Чорна П'ятниця»  —  «Чорна П'ятниця», «Пісня Дупи і Вогню» та «Цицьки і Дракони» —  що стала приквелом до гри та де фігурували герої, одягнені в костюми та виконуючи ролі, подібні до тих, що були в грі. Ці епізоди містили в собі сатиру на розробку гри, наприклад, у «Чорній п'ятниці» Картмен каже Кайлу «не замовляти попередньо гру, яку деякі придурки в Каліфорнії ще навіть не закінчили робити», маючи на увазі Каліфорнійське відділення Obsidian Entertainment, в той час, як серія «Цицьки і Дракони» закінчується рекламним оголошення дати виходу гри Баттерсом, який заявляє про свій скептицизм. Оглядаючи «Чорну П'ятницю», IGN назвали це хорошим маркетинговим кроком на тлі численних затримок гри та сказали, що це відчувається як підглядання за розробкою гри.

### Цензура

У Європі деякі розділи гри були замінені картками, що пояснювали події, зображені на сцені, і глузували з причин, через які її неможливо переглянути.

Незадовго до виходу гри Ubisoft оголосив, що компанія добровільно погоджується на цензуру семи сцен, коментуючи це як «ринкове рішення, прийняте Ubisoft EMEA», а не як відповідь на вказівки цензорів. Версії для PlayStation 3 та Xbox 360 постраждали від цензури в Європі, на Близькому Сході, в Африці та Росії, тоді як версія для Windows залишилася без цензури. Цензура торкнулася всіх версій гри в Австралії, Сінгапурі, Гонконзі, Німеччині, Австрії та Тайвані. Випуск у Північній Америці був єдиною версією, яка не підлягала цензурі взагалі. Німецька версія була піддана цензурі через використання зображень нацистів та Гітлера, включаючи свастики та нацистські салюти, які є незаконними в країні. Представник європейської системи оцінки вмісту відеоігор Pan European Game Information (PEGI) підтвердив, що версія без цензури була подана та схвалена до випуску з рейтингом 18, тобто гра буде прийнятною для людей старше вісімнадцяти років.
У видалених сценах Ubisoft зображено анальне зондування іншопланетянами та персонажем гравця, що робить аборт. На їх місці у грі зображується нерухоме зображення статуї з фейспалмом та чітким описом подій, зображених у сцені. В Австралії ті самі сцени були вилучені, оскільки Австралійська класифікаційна комісія відмовилась оцінювати гру для випуску через зображення сексуального насильства  —  зокрема, персонажа гравця, що є дитиною, яка зазнала анального зондування, та інтерактивної сцени абортів. Як і в європейській версії, ці сцени були замінені на картинку коали, що плаче, з поясненням того, що було видалено на фоновому зображенні.

Обговорюючи ситуацію з цензурою, Стоун сказав, що його повідомили про необхідність змін для випуску гри, і що вони з Паркером вставили зображення, щоб цензура не була прихованою. Він назвав цензуру подвійним стандартом, проти якого вони (Паркер і Стоун) чинили опір, і сказав, що він вважає, що це не зіпсувало гру, і картинки дозволили їм поглузувати над змінами. Також пізніше була випущена модифікація гри, створена користувачем для версії Microsoft Windows, яка відключила цензуру.

## Сприйняття

### Критика
| Агрегатор  | Оцінка                              |
| ---------- | ----------------------------------- |
| Metacritic | PC: 85/100 PS3: 85/100 X360: 82/100 |

| Видання                   | Оцінка |
| ------------------------- | ------ |
| Computer and Video Games  | 9/10   |
| Edge                      | 8/10   |
| Electronic Gaming Monthly | 8.5/10 |
| GameSpot                  | 7/10   |
| GameZone                  | 8/10   |
| Giant Bomb                | [ 87 ] |
| IGN                       | 9/10   |

South Park: The Stick of Truth отримала позитивні відгуки критиків. Сукупна оцінка на вебсайті Metacritic: 85/100 (48 критиків версії для Microsoft Windows), 85/100 (31 критик версії для PlayStation 3) та 82/100 (33 критики версії для Xbox 360). Гра була розцінена як успішна адаптація, при цьому критики описували її як одну з найвірніших адаптацій відеоігор коли-небудь створених, зазначаючи, що переміщення персонажа гравця було схоже на прогулянку знімальним майданчиком шоу.GamesRadar+ відмітили, що The Stick of Truth, одночасно відкриваючи нові горизонти у відеоіграх, стала для «Південного Парку» такою, як Batman: Arkham Asylum для франшизи Бетмена, з точки зору пошани до вихідного матеріалу. Вони високо оцінили «відкритий для вивчення Південний Парк із солідними 12–14 годинами внутрішніх жартів, незрозумілими відсилками та таким гумором, що тягне за собою соціальні коментарі та глузування за 17 телевізійних сезонів». Destructoid сказав, що можливість гуляти детально відтвореним містом забезпечило почуття враження, схожого на почуття під час вивчення рідного міста Сімпсонів у грі The Simpsons: Virtual Springfield. Деякі рецензенти стверджували, що художній стиль часом був незручним, затемнюючи предмети та підказки, і що повторюване використання анімації з часом трохи набридало. Computer and Video Games сказали, що Obsidian Entertainment створили ігровий світ, який відчувається таким, що нібито існував завжди.
Рецензенти постійно підкреслювали комедійні досягнення гри. Game Informer зазначив, що гра постійно смішна, назвавши її однією з найкращих комедійних ігор, коли-небудь випущених. IGN високо оцінив The Stick of Truth за її дотепну та розумну сатиру рольового жанру, в той час як інші заявили, що гра є настільки же смішною, як і дуже бурхливою, шокуючою, провокаційною, самозакоханою та безстрашною у своєму бажанні ображати. Багато рецензентів сходилися на думці, що більша частина контенту апелює до фанатів «Південного Парку»; деякі жарти можуть бути незрозумілими для непосвячених, але більшості жартів достатньо універсальні, щоб бути смішними незалежно від знайомства гравців з вихідним матеріалом. IGN заявили, що ця гра це те, що фанати «Південного Парку» завжди хотіли, але деякі рецензенти сказали, що без ліцензії South Park пустота гри була би більш очевидною.
Система бою отримала змішані відгуки, критики по черзі називали битви глибокими та такими, що приносять задоволення, або неглибокими та однотипними. Рецензенти вважали бойову механіку спрощеною, такою, що дозволяє застосовувати складні тактичні прийоми, а інші заявляли, що вимога до активної оборони від ворожих атак та посилення нападів подовжує бій. Joystiq зазначили, що захист був більш цікавим, ніж атака, оскільки він спирався на чутливі до часу реакції на творчі атаки ворога, такі як Ал Ґор, що проводив презентацію. Destructoid заявив, що у грі замало атак, щоб гра залишалася цікавою надовго. GameSpot зазначили, що бої занадто легкі через велику кількість допоміжних речей, таких як набори здоров'я, які знаходяться частіше, ніж їх використовують, та потужні здібності, які швидко знищують суперників. Інші не погодились, заявляючи, що різноманітність, запропонована в бою, наприклад, здібності персонажів, союзники, зброя, броня та вдосконалення, гарантують постійну цікавість бою. Ефекти вдосконалення іноді вважали заплутаними.
IGN сказали, що різниця між класами персонажів, такими як Злодій та Єврей, була невтішно мінімальною, що не було сенсу перепроходити гру за інший клас.

### Продажі
Протягом першого тижня продажів у Великій Британії South Park: The Stick of Truth стала найбільш продаваною грою у всіх доступних форматах (продажі в коробці), обігнавши Theif. Версія Xbox 360 становила 53 % продажів, за нею йшли PlayStation 3 (41 %) та Microsoft Windows (6 %). За другий тиждень продажі впали на 47 %, а гра опустилася на третє місце, після Titanfall та Dark Souls II. South Park: The Stick of Truth була найпопулярнішою грою у Steam між 2 і 15 березня 2014 р. Вона також була третьою найбільш продаваною грою в березні 2014 року, після Titanfall і Thief, і посіла 31-ше місце у списку найбільш продаваних ігор 2014 року.
У Північній Америці South Park: The Stick of Truth посіла третє місце серед найбільш продаваних фізичних ігор в березні 2014 року, після Titanfall та Infamous Second Son. Частка цифрових версій становила 25 % продажів гри, що зробило її найзавантаженішою на той час грою Ubisoft. Це була дев'ята найбільш продавана завантажувана гра 2014 року в крамниці PlayStation. У травні 2015 року Ubisoft підтвердила, що станом на березень 2015 року продано 1,6 мільйона копій гри. Станом на лютий 2016 року Ubisoft відправив 5 мільйонів копій гри.

### Нагороди та відзнаки
На премії «2012 Game Critics Awards» року South Park: The Stick of Truth була визнана найкращою рольовою грою. На нагородах National Academy of Video Game Trade Reviewers (NAVGTR) 2014 гра отримала нагороди в номінаціях «Написання в комедії», «Анімація» та «Найкраща Неоригінальна Рольова Гра». Гра також була номінованою на «Гру року», «Звукові ефекти» тощо. Озвучання Паркера також принесла йому декілька нагород; також був номінований і Стоун. На премії «Золотий джойстик» 2014 року гра отримала три номінації: «Гра року», «Найкращий Сторітелінг» та «Найкращий Візуальний Дизайн». На заході Game Awards Трей Паркер виграв у номінації «Найкращий Перфоманс» за свої кілька ролей, а гра отримала дві номінації: «Найкраща Рольова Гра» та «Найкращий Наратив». На фестивалі South by Southwest 2015 року гра отримала нагороду Excellence in Convergence за досягнення в адаптації матеріалів з іншого розважального середовища.
IGN поставив гру на 50-те місце у списку найкращих ігор сучасного на той момент покоління консолей, а Giant Bomb назвав її найкращим сюрпризом 2014 року за подолання проблем під час розробки. Shacknews та Financial Post дали їй 7-е місце серед найкращих ігор 2014 року, тоді як The Guardian  —  12-е. Kotaku назвали роботу композитора Данлапа над музикою South Park: The Stick of Truth в стилі Skyrim однією з найкращих за рік. У 2017 році IGN поставив піксельний рівень у Канаді на 98-те місце у своєму списку 100 незабутніх моментів відеоігор, а PC Gamer назвав її однією з найкращих рольових ігор усіх часів. У 2018 році Game Informer поставив її 82-ю у списку найкращих RPG усіх часів, заявивши, що «у світі ліцензованих відеоігор мало які ігри виділяються як виняткові або гідні вихідного матеріалу».

## Продовження
У березні 2014 року Стоун заявив, що вони з Паркером не проти того, щоб зробити продовження, залежно від того, як авдиторія сприйме South Park: The Stick of Truth. Сиквел до гри, тобто South Park: The Fractured but Whole було анонсовано в червні 2015 року. Розробкою гри для PlayStation 4, Xbox One та Windows займалися тепер уже Ubisoft San Francisco, а не Obsidian Entertainment. Продовження було випущено 17 жовтня 2017 року, та загалом отримало позитивні відгуки. Історія гри знову будується навколо Новенького, але тепер діти Південного Парку грають у супергероїв. Версія Nintendo Switch, адаптована Ubisoft Pune, була випущена в 2018 році.